# Markaryd (plaats)
Markaryd is de hoofdplaats van de gemeente Markaryd in het landschap Småland en de provincie Kronobergs län in Zweden. De plaats heeft 3826 inwoners (2005) en een oppervlakte van 471 hectare.

## Verkeer en vervoer
Bij de plaats lopen de E4, Riksväg 15 en Länsväg 117.
De plaats heeft een station aan de spoorlijn Markarydsbanan.

## Galerij

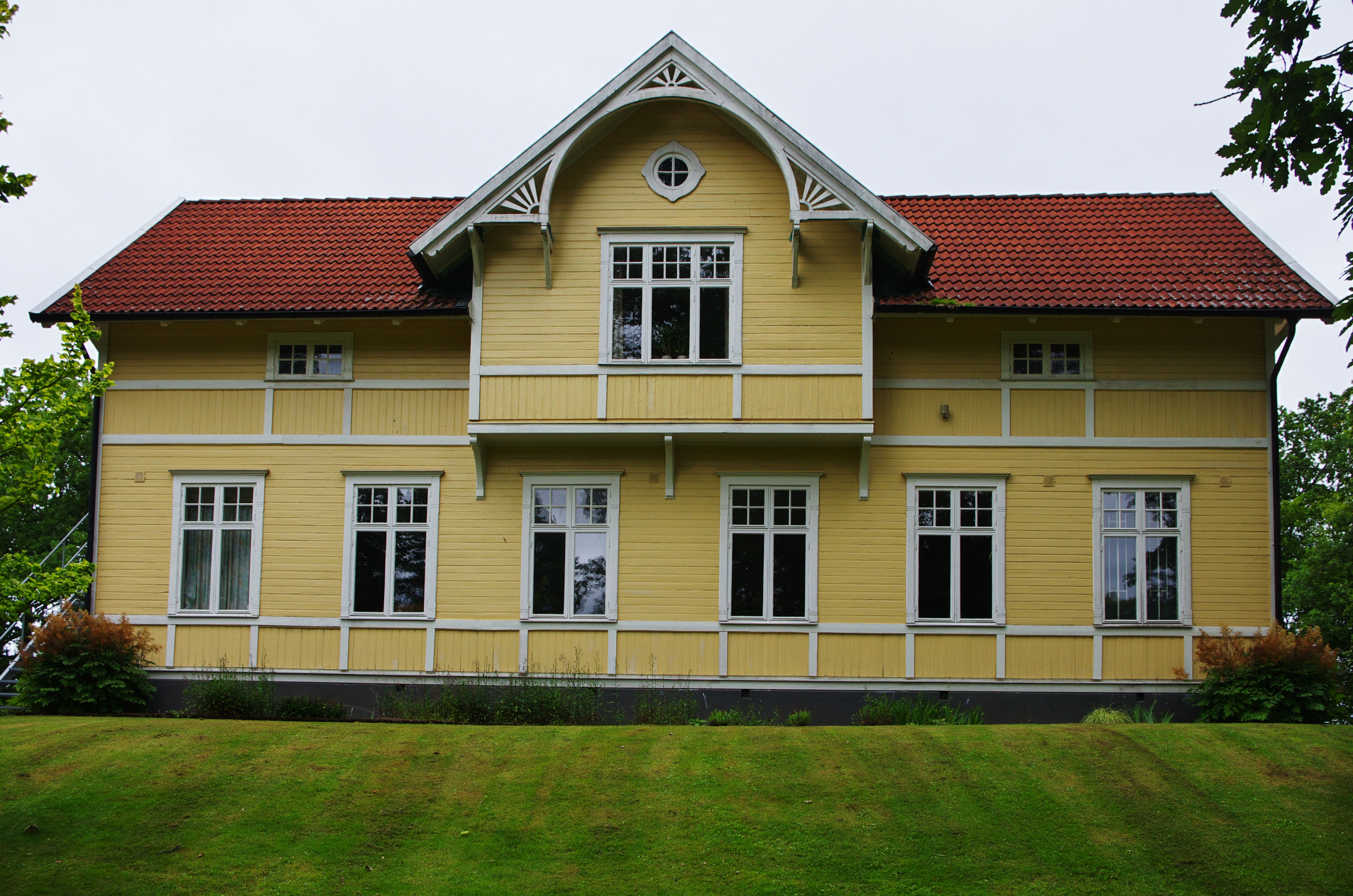
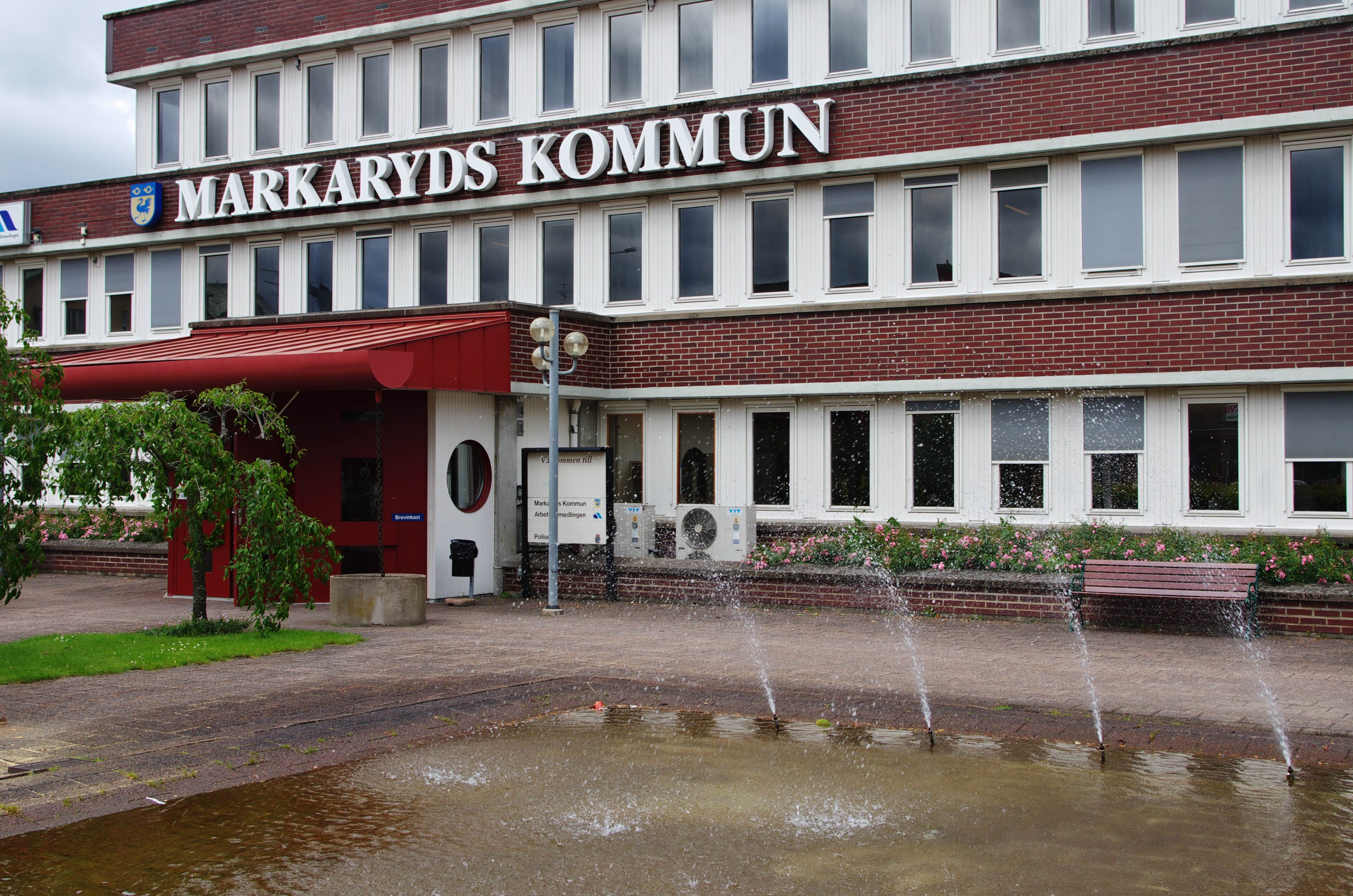
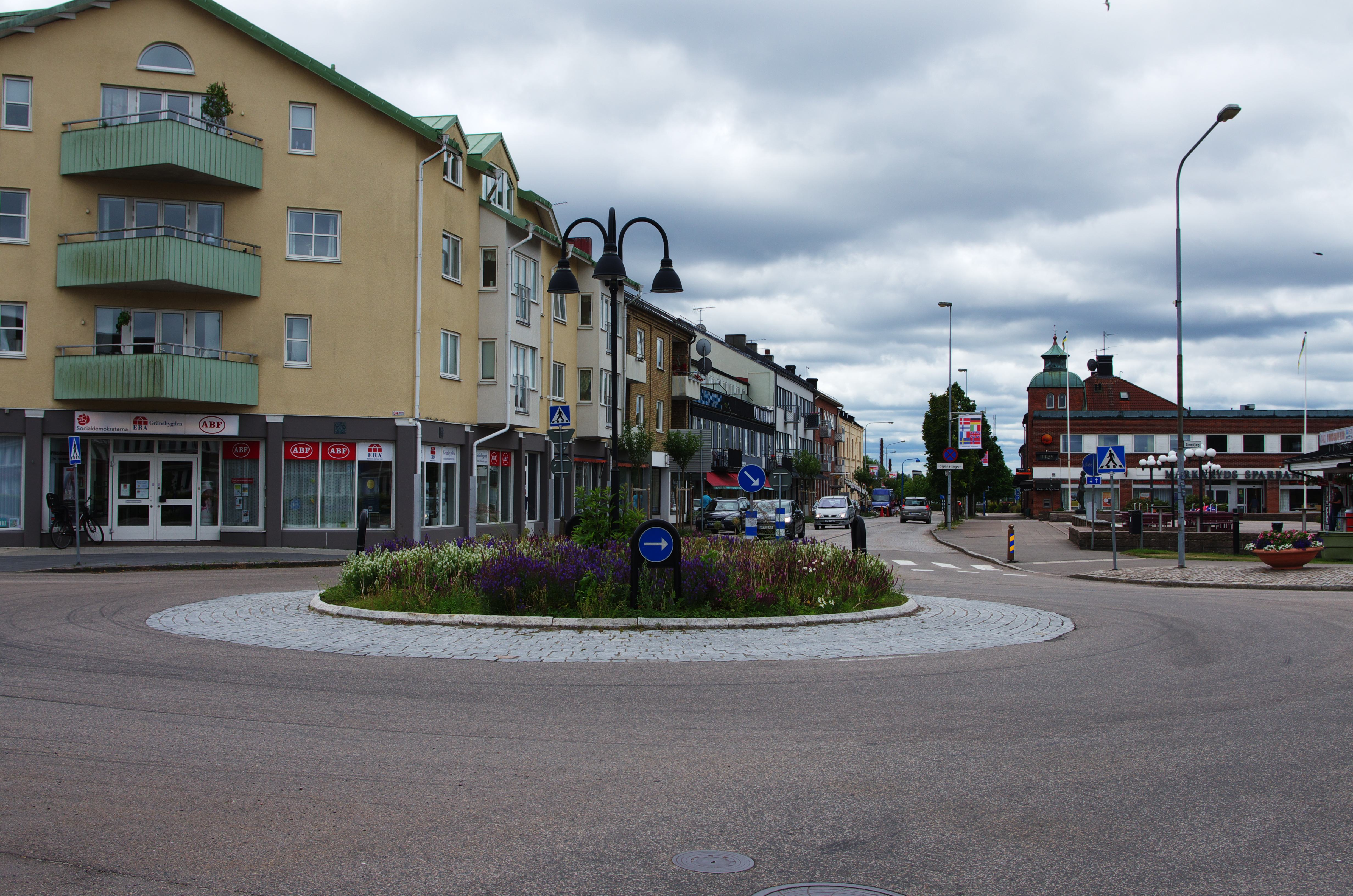
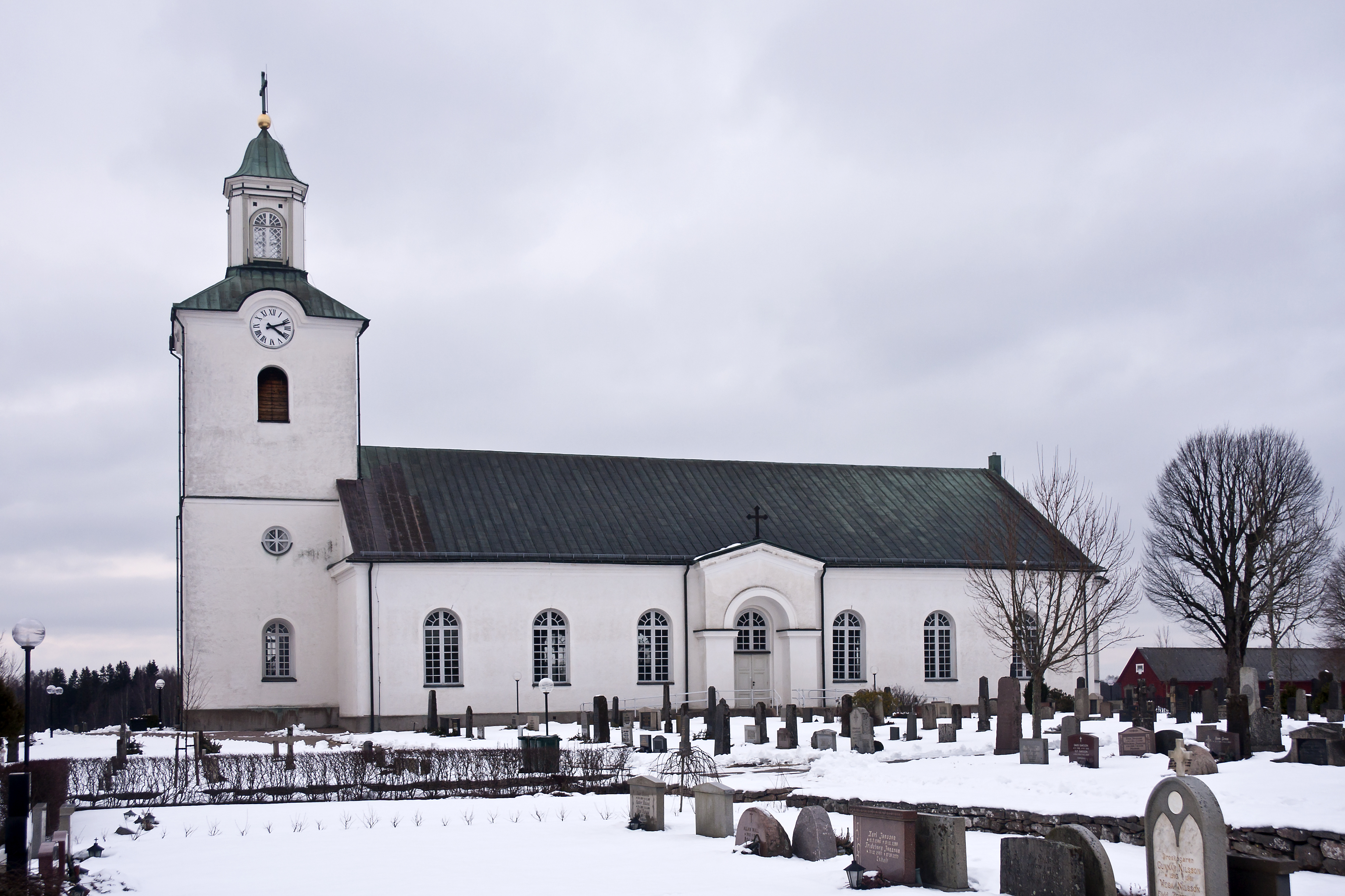
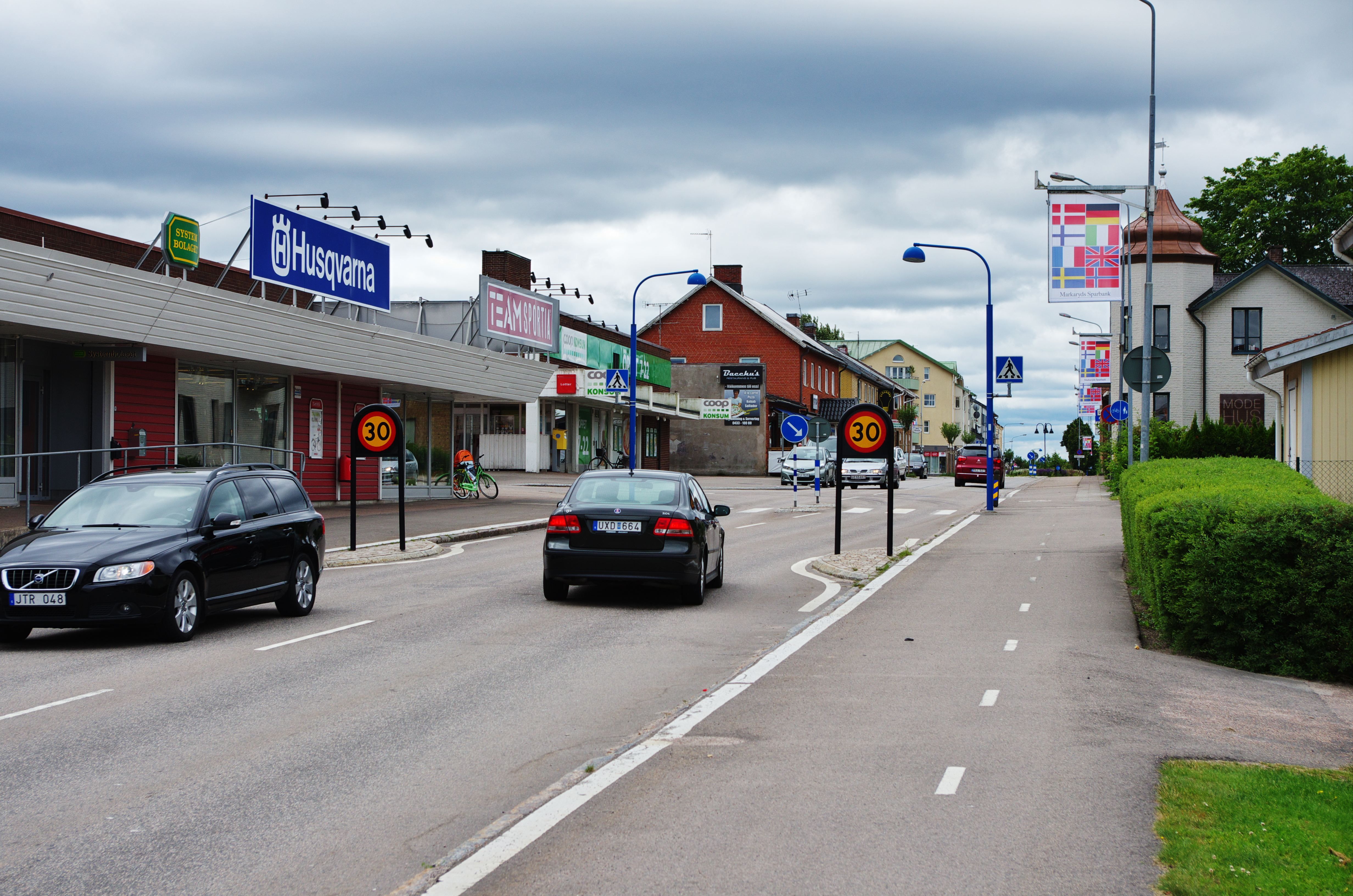